# Thorigné-sur-Dué
Thorigné-sur-Dué is een gemeente in het Franse departement Sarthe (regio Pays de la Loire). De plaats maakt deel uit van het arrondissement Mamers. Thorigné-sur-Dué telde op 1 januari 2022 1.653 inwoners.

## Geografie
De oppervlakte van Thorigné-sur-Dué bedroeg op 1 januari 2022 18,99 vierkante kilometer; de bevolkingsdichtheid was toen 87 inwoners per km².

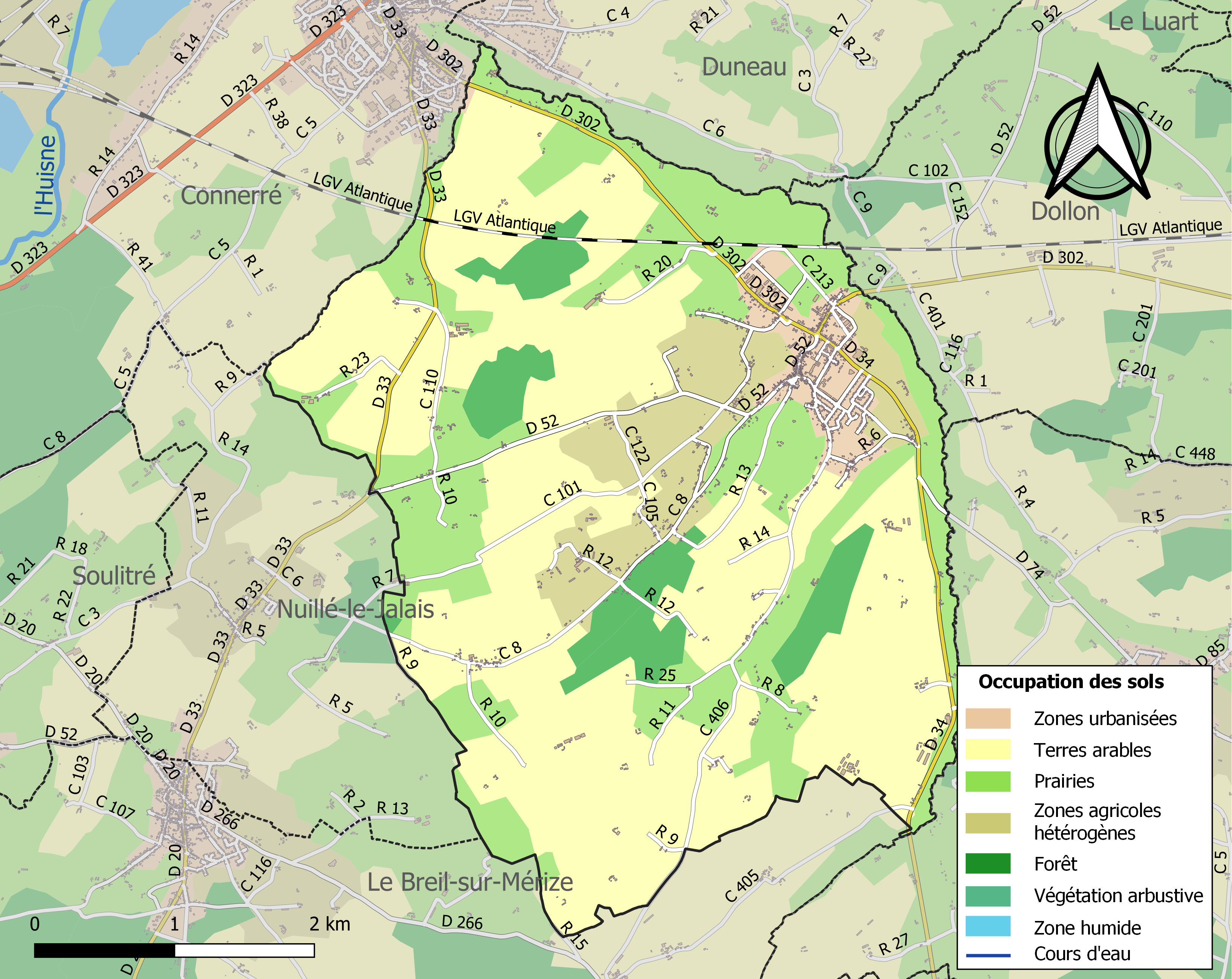
Kaart van de gemeente met de belangrijkste infrastructuur, bodemgebruik en omliggende gemeenten

## Demografie
Onderstaande figuur toont het verloop van het inwonertal (bron: INSEE-tellingen).